# Malacoptila fulvogularis
A Malacoptila fulvogularis a madarak (Aves) osztályának harkályalakúak (Piciformes) rendjébe, ezen belül a bukkófélék (Bucconidae) családjába tartozó faj.

## Rendszerezése
A fajt Philip Lutley Sclater angol ügyvéd és zoológus írta le 1854-ben.

## Alfajai
- Malacoptila fulvogularis huilae Meyer de Schauensee, 1946
- Malacoptila fulvogularis fulvogularis Sclater, 1854
- Malacoptila fulvogularis substriata Sclater, 1854[2]

## Előfordulása
Dél-Amerikában, az Andokban, Bolívia, Ecuador, Kolumbia és Peru területén honos. Természetes élőhelyei a szubtrópusi és trópusi száraz erdők, síkvidéki és hegyi esőerdők. Állandó, nem vonuló faj.

## Megjelenése
Testhossza 22 centiméter.
|  |

## Természetvédelmi helyzete
Az elterjedési területe nagyon nagy, egyedszáma ugyan csökken, de még nem éri el a kritikus szintet. A Természetvédelmi Világszövetség Vörös listáján nem fenyegetett fajként szerepel.